# Li Lingwei (Leichtathletin)
Li Lingwei (chinesisch 李 玲蔚, Pinyin Lǐ Língwèi; * 26. Januar 1989 in Binzhou) ist eine chinesische Speerwerferin.

## Sportliche Laufbahn
Erste internationale Erfahrungen sammelte Li Lingwei bei den Juniorenweltmeisterschaften 2006 in Peking, bei denen sie im Finale den achten Platz belegte. Zwei Jahre später gewann sie die Goldmedaille bei den Juniorenasienmeisterschaften in Jakarta sowie die Silbermedaille bei den Juniorenweltmeisterschaften im polnischen Bydgoszcz hinter der Ukrainerin Wera Rebrik. 2009 gewann sie bei den Asienmeisterschaften in Guangzhou Silber und bei den Asienspielen 2010 ebenda Bronze. 2012 qualifizierte sie sich für die Olympischen Spiele in London und schied dort mit 56,50 m in der Qualifikation aus.
2013 siegte sie bei den Asienmeisterschaften in Pune und wurde Achte bei den Weltmeisterschaften in Moskau. 2014 gewann sie bei den Asienspielen 2014 in Incheon Silber und bei den Weltmeisterschaften 2015 in Peking wurde sie Fünfte mit 64,10 m. 2016 nahm sie erneut an den Olympischen Spielen in Rio de Janeiro teil und schied dort mit 60,91 m in der Qualifikation aus. Bei den Asienmeisterschaften in Bhubaneswar errang sie mit einer Weite von 63,06 m die Goldmedaille. Sie erhielt damit ein Freilos für die Weltmeisterschaften in London, bei denen sie mit 66,25 m die Silbermedaille hinter der Tschechin Barbora Špotáková gewann.
Bisher wurde sie drei Mal chinesische Meisterin im Speerwurf.